# Isca artificial
Iscas artificiais (ou iscos artificiais) são artefatos usados na pesca de várias espécies marinhas que vivem em água doce ou salgada. Consistem na maioria das vezes um objeto preso na extremidade de uma linha de pesca que é projetado para assemelhar-se ou imitar a uma presa (Peixe) viva - tanto no aspecto, como no seu movimento natatório peculiar - da cadeia alimentar da espécie que queremos capturar.
Uma isca artificial está associado a um ou vários anzóis de modo que o animal ao abocanhá-lo seja fisgado e fique preso. Existem alumas exceções de isca artificial em que não existe a presença de anzóis e sim de ganchos sem farpas como a famosa toneira que é usada para apanhar cefalópodes como a Lula, a Sépia e o Polvo.
Este tipo de pesca é vulgarmente designado por spinning ou corrico. Também é habitual chamar-se a este tipo de isco de amostra, ou Fly fishing.

## História

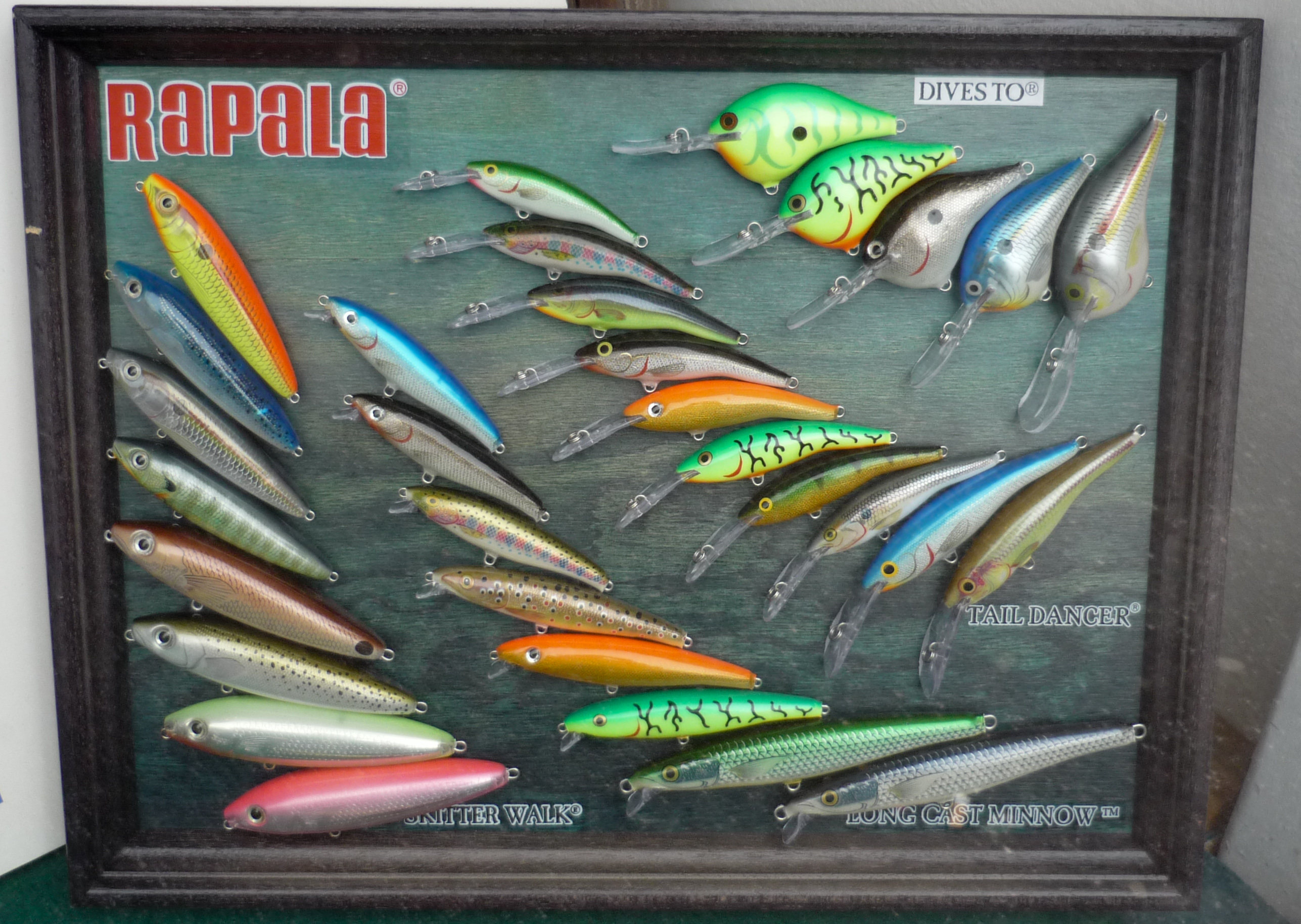
Iscas artificiais da marca Rapala.

O uso da isca artificial na pesca moderna foi impulsionado pelas empresas Americanas Heddon e Pflueger no principio do século XX mas foi principalmente o pescador Finlandês Lauri Rapala que lhe trouxe mais notoriedade. Este tinha dificuldade em obter iscas naturais e observando o comportamento dos peixes (reparou que os peixes maiores comiam os peixes mais pequenos e principalmente se eles estivessem feridos ou doentes) resolveu esculpir  um peixe num bocado de cortiça (à qual associou anzóis) e quando recuperado fazia lembrar um peixe ferido. Teve tanto sucesso que o seu invento despertou interesse em outros pescadores que encomendaram modelos iguais aos que usava dando inicio a uma indústria de iscas artificiais que tem nos Estados Unidos da América o seu maior mercado .
Ainda hoje a maior empresa mundial do ramo é a Rapala em homenagem ao nome do inventor.

## Vantagens
Uma das vantagens imediatas da utilização deste tipo de iscas é não existir a necessidade de adquirir um isco natural sempre que vamos à pesca, e tem se mostrado mais eficaz na pesca de algumas espécies .
A pesca com isca artificial normalmente é muito mais dinâmica e técnica que a praticada com iscas naturais devido ao trabalho constante em movimentar a isca para provocar a presa e talvez esta forma menos passiva seja a chave do sucesso: nesta 'provocação' exploramos para além do tradicional apetite, o domínio territorial, o instinto predatório, a irritabilidade e até a curiosidade.

## Tipos de Iscas Artificiais
Existe uma extraordinária diversidade de iscos artificiais no mercado (construídos numa multiplicidade de materiais e de funções) e a sua escolha vai depender da espécie que pretendemos capturar e da geografia do local. Convêm referir que a tipologia abaixo referida não é rígida porque existem artigos híbridos e igualmente aparecem constantemente modelos que incorporam materiais e tecnologias inovadoras que misturam várias características. Por exemplo, existem modelos de borracha que contêm no seu interior chumbo (o que permite efetuar arremessos mais longe) e quando tracionados trabalham perto da superfície da água ao contrário das habituais amostras em borracha.
Temos também que ter presente que o seu sucesso depende da correta utilização da técnica de movimento associada a determinado isca artificial. Um jerkbait como o próprio nome indica tem que ser movimentado com pequenos esticões e algumas técnicas é necessário até associar à linha uma chumbada ou mesmo uma bóia de água para produzir um movimento da isca que imite melhor um peixe de verdade.

### Iscas de Profundidade /Jigs
Jumping-Jigs são iscas que não flutuam e afundam porque são feitas em chumbo e que são utilizadas na pesca vertical, sendo arriadas das embarcações ou pontes efetuando apenas movimentos de sobe-e-desce. Também são denominadas de zagaias ou iscas de big game. A técnica é deixá-las cair até o fundo e posteriormente imprimir o movimento de "Jumping" ou pulo, isto é, fazer a isca ficar dando pequenos pulos acima do fundo do rio ou mar. Esta técnica proporciona a captura de grandes exemplares e pode ser efetuada em profundidades que vão dos 20 aos 300 metros. Quanto maior a profundidade maior o peso dos Jumping Jigs. Outra variação também muito popular das iscas de profundidade são os Jig Heads, que nada mais são do que tipos de anzol com uma cabeça de chumbo, onde se anexa um peixe de silicone que presos à linha (o Jig-Head com peixe de silicone) sofrem um movimento que simula o nado rasteiro de pequenos camarões, peixes ou Girinos no solo submerso e promove grande atração das espécies predadoras.

### Iscas Rígidas / Plugs
São iscas artificiais duros (hardbaits) feitos normalmente em plástico a imitar pequenos peixes e podem ser classificadas em iscas de superfície, sub-superfície ou meia-água.
Superfície: flutuam à superfície ou a poucos centímetros abaixo (Sub-superfície) desta imitando um pequeno peixe. Alguns modelos são providos de uma ou mais hélices  que imitam insectos e peixes em fuga e dessa forma costumam atrair predadores a longa distância (ideal em condições de pouca visibilidade). Outros fazem sons (poppers) imitando o ataque de pequenos peixes invadindo a área de domínio dos predadores e com isso despertam o instinto de competição ocasionando ataques mesmo nas ocasiões em que o peixe não está se alimentando. Algumas iscas artificiais de superfície são muito semelhantes às de 'meia-água' mas sem a pala frontal ou "barbela" que provoca o afundamento como as jumpingbaits e twitchbaits com o seu nadar errático imitando um peixe caçando ou ferido. Existem também os stickbaits que contêm chumbo na parte traseira e que os deixa na posição vertical com a cabeça fora da água quando não estão em movimento.
Meia-água: São iscas artificiais que trabalham entre poucos centímetros abaixo da superfície da água e os 10 metros . A isca na cabeça tem uma pala/barbela plástica e o tamanho desta indica a profundidade a que submergem durante o nado: quanto maior for mais esta irá afundar. A inclinação desta proeminência também condiciona o nível de afundamento. 
Estão nesta categoria os crankbaits que subdividem-se em shallow dive, medium diver e deep diver referente a profundidade de nado e as minnow que imitam um pequeno peixe da família das carpas e são feitas de borracha. Estas iscas nadam afundando quando puxadas e flutuam quando para-se de puxar, excepto as plugs suspending que estão preparadas para manter a profundidade boiando sem afundar ou emergir. (possuem esferas de chumbo no seu interior que permite ficarem suspensas mantendo a profundidade em que se encontram mesmo parando o seu retorno). 
Várias iscas de Meia-água ou plugs de plástico eventualmente são produzidos com uma cavidade interior oca onde existem esfera de aço que colidem produzindo pequeno ruído embaixo dágua. Esta propriedade é conhecida como "Rattling" ou "Chocalho" que serve para irritar e atrair diversas espécies predadoras através da vibração sonora.

### Iscas Moles /Soft Lures
São todas as iscas construídas com materiais flexíveis (softbaits), normalmente em silicone ou borracha (algumas delas são conhecidas por borrachinhas ou vinis) o que permite percorrer os fundos ao contrário das amostras (iscas) rígidas. Muitas imitam com grande realismo várias espécies animais tais como: pequenos peixes (shads), vermes marinhos (worms), cefalópodes (tube jigs), pequenos sapos ou Girinos (Froglures) e lagostins  (crawfish / crawdads).  Ainda podem ter aromas (Essência de Pesca) para atrair mais o peixe ou evitar que ele a cuspa depois de abocanha-la. No entanto possuem um contra que é a sua menor durabilidade: podendo ser rasgadas por espécies que possuem dentes afiados e potentes.

### Plumas, Chucas /Flys
Pesca à pluma (flyfishing) tem como base a utilização de moscas artificiais como isca e é mais utilizado na pesca desportiva de água doce. Este isco artificial chamado de mosca ou pluma tanto pode imitar um insecto como uma larva (Ninfa (biologia) e requer uma técnica especifica de forma a efetuar o arremesso devido ao pouco peso da isca. São comuns serem feitas de penas ou estruturas parecidas com pelos ou barbas.

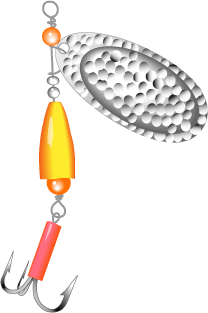
Representação de isca tipo spinner.

### Iscos Metálicos /spinners
A grande maioria dessas iscas possuem uma forma igual a uma colheres de metal (spinnerbaits) podendo ser giratórias ou apenas realizarem um movimento oscilante durante o nado, nesse caso os peixes são apenas atraídos pelo brilho da chapa metálica. Afundam e percorrem o fundo submerso mas são possíveis de serem trabalhadas em várias profundidades dependendo da velocidade de recolhimento da linha. Existem os Buzzbaits que no lugar das colheres possuem umas hélices metálicas.

### Miçangas /Beads
Originalmente eram iscas confeccionadas em plástico que se assemelhavam com uma ova de peixe, sendo utilizadas tradicionalmente há décadas para a pesca de salmão nas corredeiras dos Estados Unidos. Já nos pesqueiros do Brasil, as miçangas foram popularizadas na década de 2000 e sua atratividade tem relação com a semelhança com as ovas de peixes desovadas no subtrato de rios e oceanos e também de grãos de ração que servem para alimentar os peixes nos criadouros aritificiais. Sua utilização, neste caso, é na superfície ou meia água e ainda, acompanhando a amarração dos anzóis ou encastoamento de anzóis.